# 粗暴求婚
粗暴求婚（Rough Wooing）是1543年12月至1551年3月間蘇格蘭王國和英格蘭王國之間爆發的一場戰爭。英格蘭王國的國王亨利八世是戰爭發起者，他打算藉由強迫蘇格蘭王位繼承人玛丽嫁給其子愛德華從而摧毀老同盟、削弱蘇格蘭的實力并防止法國人入侵。愛德華在1547年（時年9歲）加冕，英格蘭在第一代薩默塞特公爵愛德華·西摩的領導下繼續發動戰爭。愛德華·西摩在1549年失勢，掌權者如第一代諾森伯蘭公爵約翰·達德利開始尋求結束這場花費高昂的戰爭的途徑，1550年戰事已經基本平息，隨著1551年諾漢姆條約（Treaty of Norham）的簽署，戰爭正式結束。
雖然戰爭結束了，雙方都認為自己並沒有戰敗。這是蘇格蘭和英格蘭王國最後一場大規模軍事衝突，隨著1603年聯合法令的頒布，英格蘭和蘇格蘭的王權同歸一人。

## 命名
苏格兰人又把这场战争叫做“八年战争”或“九年战争”（Nine Years' War）。“Rough Wooing”一词在19世纪后半期才出现。